# Precious Liquids
 (janvier 2019).
Precious Liquids est une installation artistique réalisée par Louise Bourgeois en 1992. Il s'agit d'un réservoir d'eau d'immeuble new-yorkais dont l'intérieur est équipé, notamment d'un lit et de récipients en verre. Elle est conservée au musée national d'Art moderne, à Paris.

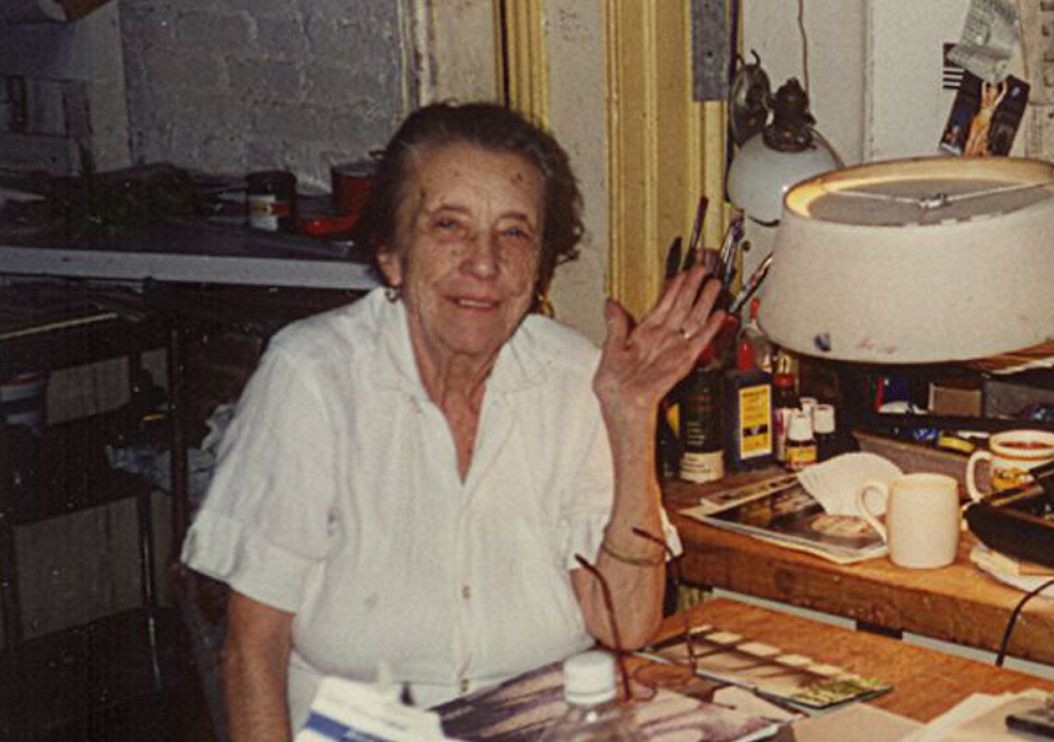
Louise Bourgeois en 2000.

Precious liquids fait partie des « cellules » créées par Louise Bourgeois en 1911. Chaque « cellule » représente une des peurs de l'artiste.

## Description de l'œuvre
Cette sculpture se présente comme un véritable réservoir à eau composé de planches qui se trouvaient sur le toit de l'atelier de l'artiste à Brooklyn. Louise Bourgeois utilisait régulièrement des réservoirs d'eau dans ses sculptures. À l'intérieur, on peut voir un cadre de lit, en guise de matelas une auge légèrement incurvée avec écoulements et flaques d'eau, encadrée par quatre tubes métalliques. Ces montants tiennent les planches qui, ainsi que des étagères, portent des boules de verre, d'autres en caoutchouc noir ou en bois fendu, et quelques vêtements (un imperméable d'homme et une robe d'enfant blanche).

## Signification de l'œuvre
Cette sculpture, dont l'installation est élaborée autour d'un scénario, est conçue comme une pièce de théâtre. À travers cette œuvre, l'artiste met en avant les émotions qu'elle ressentait à l'égard de son père quand elle n'était encore qu'une enfant. Louise Bourgeois met en scène la mécanique de la sueur et de la peur, dans cette œuvre thérapeutique et chargée de symboles. Ici par exemple, le verre représente la fragilité infinie de la personne humaine.